# Turmhügel Sindelsdorf
Der Turmhügel Sindelsdorf bezeichnet eine abgegangene hochmittelalterliche Turmhügelburg (Motte) auf dem Weilberg nahe Sindelsdorf im Landkreis Weilheim-Schongau in Bayern. Heute ist die Stelle als Bodendenkmal D-1-8233-0091 „Burgstall des hohen und späten Mittelalters“ vom Bayerischen Landesamt für Denkmalpflege erfasst.
Von der ehemaligen Mottenanlage hat sich nur der Turmhügel erhalten. Er liegt zwei Kilometer westlich von Sindelsdorf auf dem Weilberg in bewaldetem Gelände.